# Contraband (film 2012)
(Tagline del film.)
Contraband è un film del 2012, diretto da Baltasar Kormákur e con protagonisti Mark Wahlberg e Kate Beckinsale. È il remake del film del 2008 Reykjavík-Rotterdam, diretto da Óskar Jónasson e scritto dallo stesso Jónasson e da Arnaldur Indriðason.

## Trama
Chris Farraday è un ex marinaio licenziato dalla nave su cui lavorava a causa della sua abitudine nel contrabbandare merci rubate a New Orleans. Nonostante negli anni sia riuscito a ricostruirsi una vita onesta è costretto a tornare nel mondo della criminalità per proteggere la moglie, i due figli e tirare fuori dai guai il cognato, anch'egli immischiato nella malavita, che per evitare di essere arrestato ha gettato in mare parecchie dosi di cocaina appartenenti ad un pericoloso contrabbandiere, che pur di recuperare l'equivalente in denaro della merce perduta non ha scrupoli nel minacciare la sua famiglia.

## Distribuzione
Il primo trailer ufficiale del film è stato pubblicato online il 29 settembre 2011. L'8 novembre 2011 è stato distribuito online il primo trailer in italiano del film.
Il film è uscito in anteprima nelle sale statunitensi a partire dal 13 gennaio 2012. In Italia è stato proiettato in anteprima al Bif&st di Bari a fine marzo 2012 mentre l'uscita nelle sale prevista a partire dal 18 maggio, è stata successivamente posticipata al 22 giugno, per uscire, infine, il 25 luglio.